# 卢普区
洛普區（英語：The Loop）是美國芝加哥的中央商務區、同時也是芝加哥77個行政區之一，為美国第二大中央商务区，仅次于纽约曼哈顿中城。西面和北面到芝加哥河，东到密歇根湖，南到罗斯福路。这里地价很高，因而建筑风格以高层为主。著名建筑有芝加哥期货交易所大楼、前美国第一高楼韋萊集團大廈（原西爾斯大廈）等。芝加哥的街道命名系统即以洛普區的州街（State Street）及麥迪遜街（Madison Street）的交叉口为基点。

## 語源

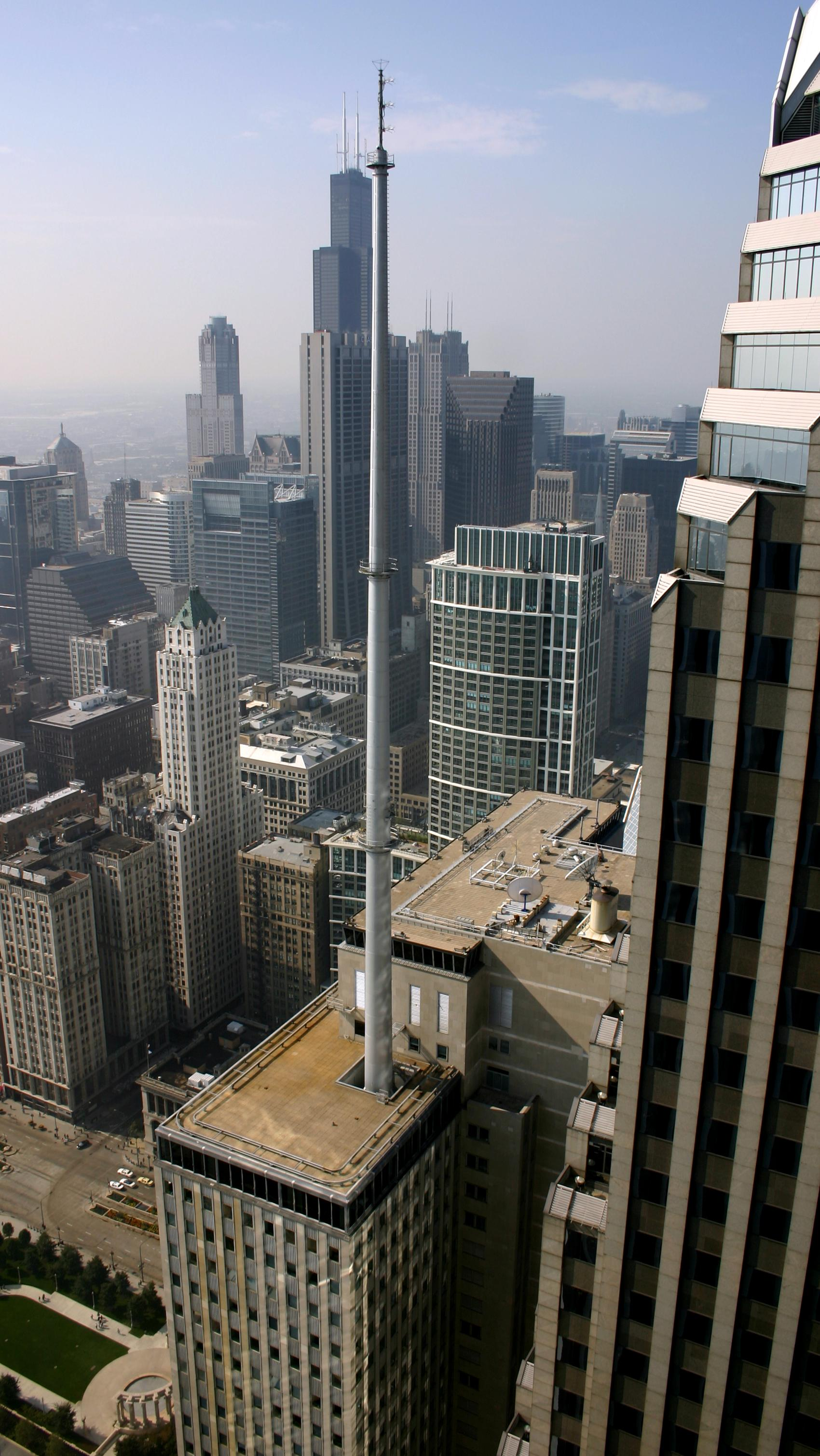
从密歇根大街看卢普区

洛普區的英文原名「The Loop」意為環狀或環線，來自於1882年起在芝加哥市中心以環線運行的兩條街車路線。另外也有研究指出「The Loop」名稱直到芝加哥地鐵环线於1895年至1897年分段通車後，才逐漸為芝加哥市民所用。

## 地理
洛普區西面和北面至芝加哥河，南面到罗斯福路，东面到密歇根湖。最初的边界局限于高架鐵路（即今天的CTA捷運系統）环绕的区域。不过，由于过去一段时期，市中心区域和许多高层伸展到正式行政区以外，“洛普區”也更多地用来表示整个市中心而不仅仅是正式行政区。
这里拥有许多政府大楼，包括市政厅。在这一区域还有芝加哥市中心剧院区，以及众多的餐馆和旅馆。
芝加哥拥有非常出名的天际线，有许多世界上最高的大厦。与过度拥挤的曼哈顿中城不同，芝加哥整个市中心区域的天际线错落有致，呈现出优美的曲线。西尔斯大厦曾是美国最高的大楼，位于卢普区的西端，该市金融区的心脏，这里还有其他许多大厦，例如伟基河畔南311号（311 South Wacker Drive）和美国电话电报企业中心（AT&T Corporate Center）。芝加哥第二高建筑—怡安中心（Aon Center）位于伊利诺斯中心周围，位于卢普区的东端，密歇根大道东侧。Two Prudential Plaza也位于此处，就在怡安中心西侧。该市的第三高建筑—约翰汉考克中心位于卢普区以北的主要商业区华丽一英里。 水塔广场大厦（北密歇根大街900号）和花园大厦（Park Tower）都位于距离约翰汉考克中心一两个街区之内，构成令人震撼的摩天大楼群，甚至在卢普区本身也无可匹敌。虽然有人認為这一区域是市中心的一部分，但根据正式的行政区划，这里已经不属于卢普区，而是属于近北区。
根据2020年人口统计，洛普區居住人口為42298人。
卢普区有芝加哥公立學校（Chicago Public Schools, CPS）的总部。

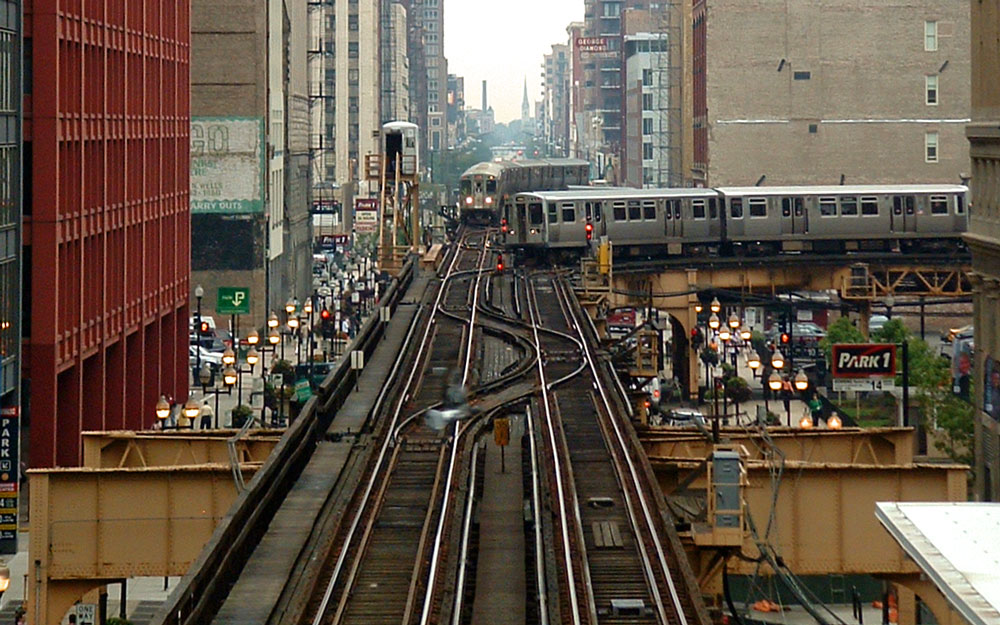
行經卢普区東南方的高架鐵路